# 白鳥神社 (設楽町田峯)
白鳥神社（しらとりじんじゃ）は、愛知県北設楽郡設楽町田峯二社所6にある神社。旧社格は村社。

## 祭神
- 日本武尊（やまとたけるのみこと）
- 誉田別命（ほむたわけのみこと）
- 伊弉諾尊（いざなぎのみこと）
- 伊弉册尊（いざなみのみこと）
- 速玉男尊（はやたまのをのみこと）

## 歴史
社伝によると、応永17年（1410年）3月3日、鈴木刑部助政勝が南設楽郡作手郷相月村の本地の宮から日本武尊を勧請した。その後、寛正2年（1461年）には田峯菅沼氏の菅沼貞成（伊賀守）が作手郷菅沼村田ノ口から誉田別命を、延宝7年（1679年）には小野田長左衛門が氏子の協力を得て速玉男尊（熊野三社）を勧請した。田峯菅沼氏の庇護の下にあり、永禄11年（1568年）には菅沼貞忠から神田530文の寄進を受けている。
1872年（明治5年）10月12日には白鳥神社に改称し、近代社格制度によって村社に列せられた。第15番小学田峯学校はまず日光寺に置かれたが、1875年（明治8年）には日光寺が火災にあったため白鳥神社に移った。1915年（大正4年）、境内社の八幡神社が本社に合祀された。2001年（平成13年）時点の氏子数は81戸だった。

## 境内
北に田峰観音（高勝寺）、南に日光寺や田峯城、東に設楽町立田峯小学校がある。田峯小学校の裏を通って小川に架かる石橋を渡る経路がある。参道の石段はいくつかに区切られており、両脇には神社の標石柱・鳥居・幟台・御神灯・常夜灯などが設置されている。本殿や拝殿は南面する。社殿の西隣に熊野三社が祀られており、社殿の背後に御神木がある。社務所は広場の西側にある。境内面積は388.62坪。
- 本殿 - 流造。15坪。
- 覆殿 - 9坪。
- 幣殿 - 4坪。
- 拝殿 - 12坪。
- 社務所 - 12坪。

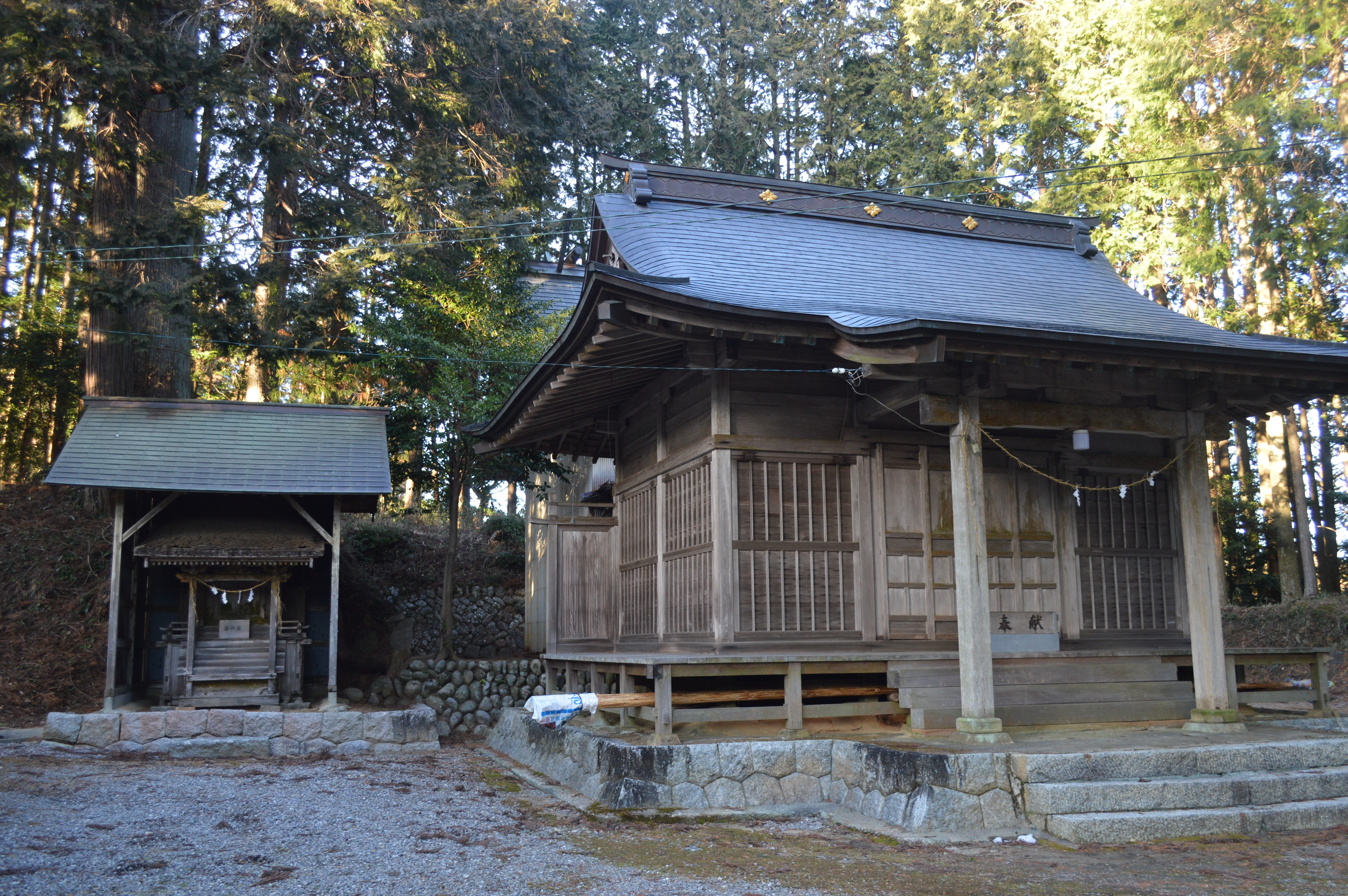
熊野三社（左）と拝殿（右）
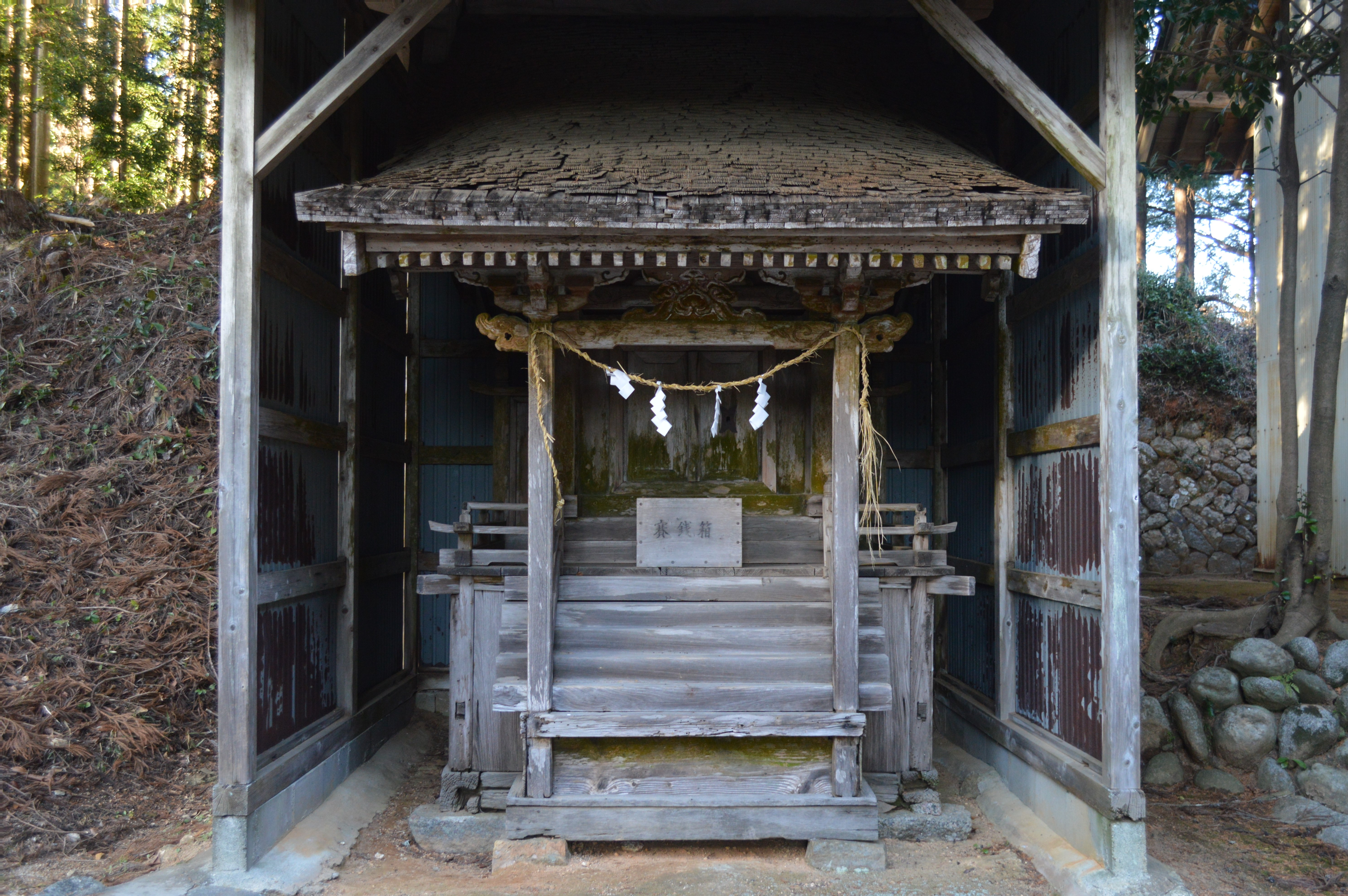
熊野三社
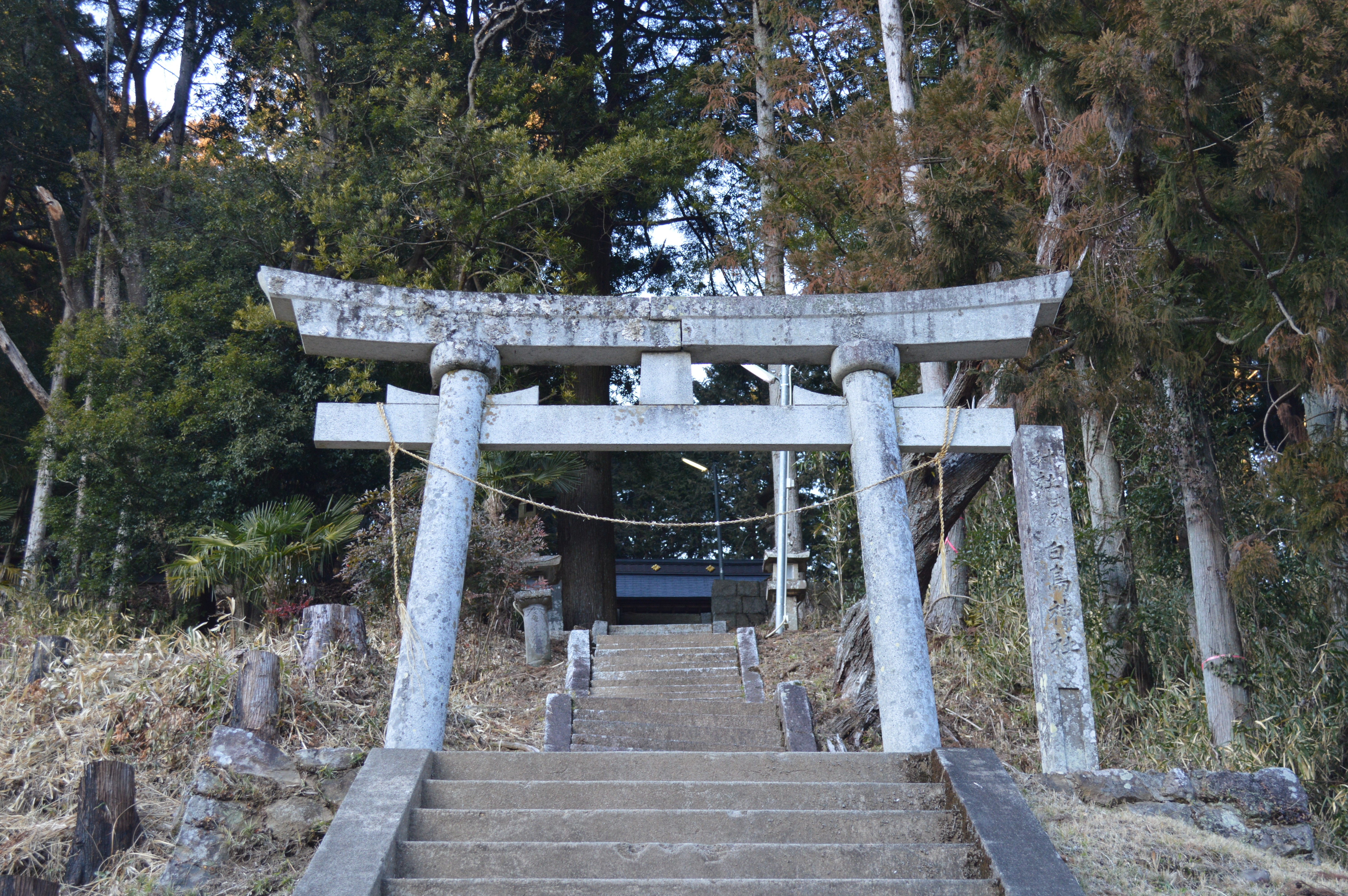
鳥居と社名標
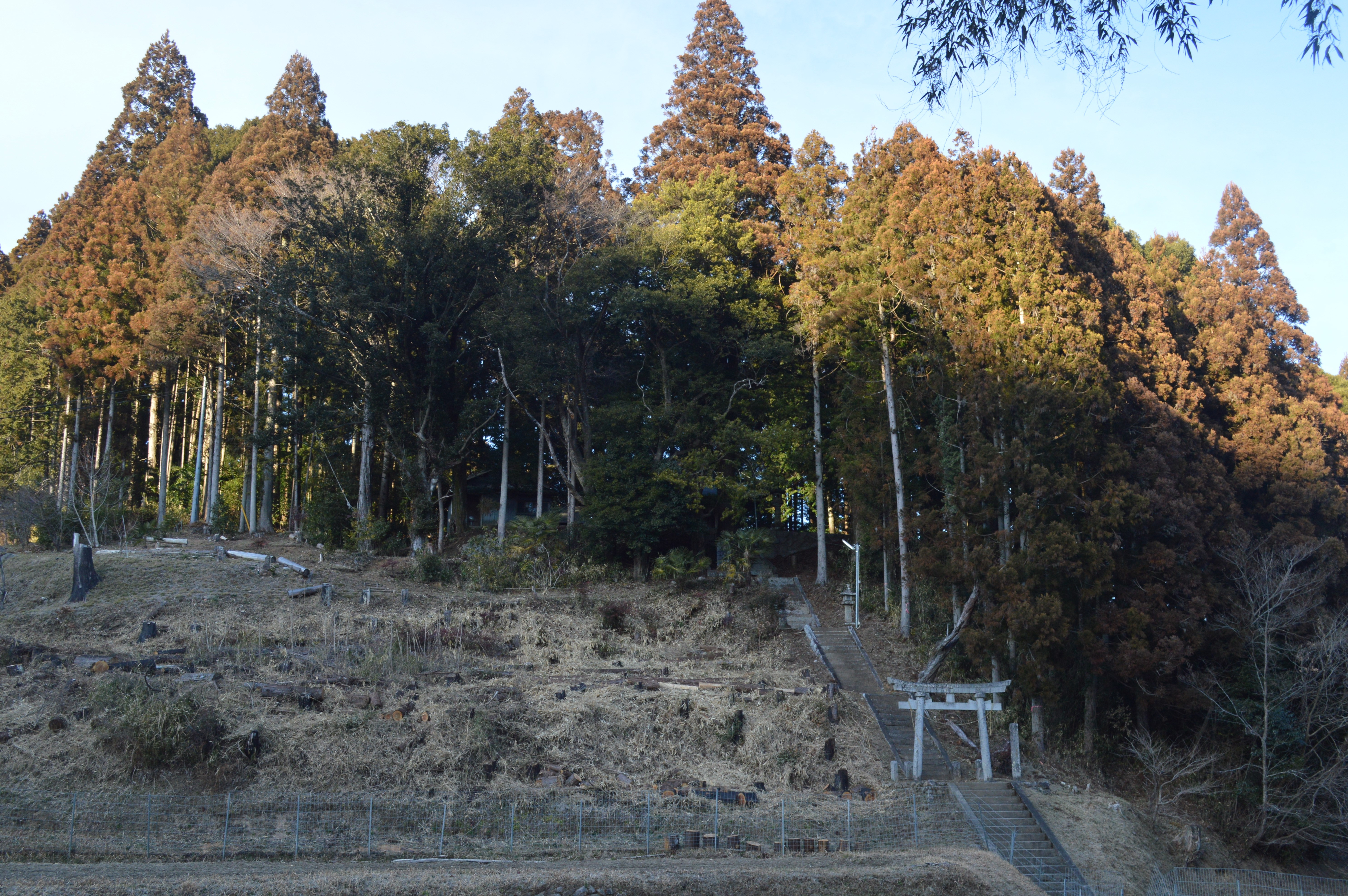
社叢

## 現地情報
所在地
- 441-2221：愛知県北設楽郡設楽町田峯二社所6

アクセス
- JR飯田線本長篠駅から豊鉄バス「田口行」で約30分。

周辺施設
- 田峰観音
- 田峯城
- 日光寺
- 設楽町立田峯小学校